# 清水乡 (保靖县)
清水乡，是中华人民共和国湖南省湘西土家族苗族自治州保靖县下辖的一个乡镇级行政单位。

## 行政区划
清水乡下辖以下地区：
河边村、蓬桂村、马王村、门前村、踏湖村、大湾村、鸭坝村、白屋村和花交村。